# Microcebus ravelobensis
El lémur ratón dorado marrón (Microcebus ravelobensis) es una especie de primate, perteneciente a la familia Cheirogaleidae de tamaño pequeño, que ha sido descubierto recientemente y es endémico de Madagascar.
Fue descubierto en 1994, en los bosques caducifolios noroccidentales de Madagascar. Comparte su hábitat con Microcebus murinus, siendo ambas especies simpátricas. Pesa entre 40 y 70 g dependiendo de la estación, y tiene un aspecto similar a M. murinus, aunque tiene una cola más larga y angosta. Es incapaz de almacenar grasa en su cola como lo hacen otros lémures ratón. 
Se desplaza por el bosque a saltos, a diferencia de M. murinus. Es una especie de hábitos nocturnos y construye su nido en zonas con alta densidad de lianas u hojas muertas.